# Anomala posterior
Anomala posterior är en skalbaggsart som beskrevs av Edgar von Harold 1869. Anomala posterior ingår i släktet Anomala och familjen Rutelidae. Inga underarter finns listade i Catalogue of Life.